# Noritada Saneyoshi
Noritada Saneyoshi (jap. 實好 礼忠, Saneyoshi Noritada; * 19. Oktober 1972 in der Präfektur Ehime) ist ein ehemaliger japanischer Fußballspieler und -trainer.

## Karriere
Saneyoshi erlernte das Fußballspielen in der Schulmannschaft der Minamiuwa High School und der Universitätsmannschaft der Ritsumeikan-Universität. Seinen ersten Vertrag unterschrieb er 1995 bei Gamba Osaka. Der Verein spielte in der höchsten Liga des Landes, der J1 League. Mit dem Verein wurde er 2005 japanischer Meister. 2007 gewann er mit dem Verein den Kaiserpokal. Für den Verein absolvierte er 236 Erstligaspiele. Ende 2007 beendete er seine Karriere als Fußballspieler.

## Erfolge
Gamba Osaka
- J1 League

Meister: 2005
- J.League Cup

Sieger: 2007
Finalist: 2005
- Kaiserpokal

Finalist: 2006